# Imigração senegalesa no Brasil
A imigração senegalesa no Brasil é recente. Apesar do Senegal não ter conflitos internos como vários países do continente africano, ainda é um dos países mais pobres do mundo (sendo um dos 25 países com o pior IDH), o que motiva os senegaleses a saírem de seu país em busca de vida melhor. O Brasil se tornou atraente para este povo a partir dos anos 2000, quando o país sul-americano começou a ter mais projeção no exterior.
Muitos vão para as regiões Região Sul do Brasil e Região Sudeste do Brasil, em cidades como São Paulo e Rio de Janeiro
Em 2017 no Rio Grande do Sul os senegaleses totalizam 3.900 pessoas e 1.200 em Porto Alegre, de acordo com o Departamento de Migração da Polícia Federal. A principal rota é pelo Equador.